# Червоне (Голованівський район)
Червóне (до 1934 — Тéмне) — село в Гайворонській громаді Голованівського району Кіровоградської області України. Населення становить 1230 осіб. Поштовий індекс — 26312.

## Герб
Щит напіврозтятий і опукло підвищено перетятий золотим, червоним і зеленим. У першій частині червоний глечик в перев'яз праворуч з лазуровим потоком, що виливається з нього. У другій частині золота цимбала. У третій частині йдуть два чорних бика зі срібними очима, червоними язиками і золотими копитами, запряжені золотою упряжжю в срібний плуг, що виходить зліва.

## Історія
Перша згадка про село датована 1895 роком. До 1934 року село мало назву Темне. Назва його пішла за однією версією від того, що навкруги були густі темні ліси, а за іншою легендою від того, що першим його поселенцем був сліпий (темний) козак, який грав на цимбалах і мав прізвище Цимбал.
За іншою версією у давнину навколо села стояв дрімучий ліс, або як тоді казали темний ліс. А тому могли назвати по цій аналогії і село. Жителі займались землеробством, а безземельні селяни — були ковалі і теслі. Церковнопарафіяльна школа відкрита у 1863 році.
Першу церкву збудували у XVIII столітті, другу — у 1869 році. Храм був дерев'яний на кам'яному фундаменті. В роки наступу войовничого атеїзму церкву закрили. У 1962 р. Вінницький облвиконком вилучив храм з користування релігійної громади і він тривалий час використовувався як колгоспний склад. Коли його було розібрано, на тому ж місці споруджено цегляну церкву на кошти колгоспу «Мир» (голова О. І. Резнік) і пожертвування парафіян. Храм освячено на честь Успіння Пресвятої Богородиці.
У 1918 році створено ревком на чолі з І.Г Кубком. В серпні 1921 р. організовано трудову сільськогосподарську спілку «Хлібороб». Під час колективізації створено 3 колгоспи. У 1939 році вони були учасниками Всесоюзної сільськогосподарської виставки.
Під час організованого радянською владою Голодомору 1932—1933 років померло щонайменше 218 жителів села.
Восени 1941 року в селі почала діяти підпільна група. її члени — О. Й. Сікорська, А. А. Думанська, Л. М. Чуйко та ін. розповсюджували листівки, діставали зброю, медикаменти. У 1943 році патріоти спалили молотарку, розбили два трактори. А П. Г. Ладанюк ремонтував зброю для партизанів. Підпільники І. Т. Яценко, А. О. Кашльовський, а також сім'я І. У. Царенка були страчені гітлерівцями.
На фронтах Великої Вітчизняної війни воювали 245 жителів села, 183 з них загинули. 185 нагороджені орденами і медалями. На могилі полеглих воїнів встановлено пам'ятник.
5 лютого 1965 року Указом Президії Верховної Ради Української РСР передано Червонянську сільрада Бершадського району Вінницької області до складу Гайворонського району Кіровоградської області.
По війні колгоспи об'єднались в один, що іменувався «Мир». Місцевий колгосп очолювали Сас, Марущак, А. Ю. Сащук, А. Д. Ящуринський, А. М. Сусло та ін. Тривалий час його головою був О. І. Резнік. За економічним і соціально-культурним розвитком це господарство було одним з найкращих на Кіровоградщині. О. І. Резнік обирався депутатом Верховної Ради СРСР. Йому присвоєно звання «Заслужений працівник сільського господарства України».
У XX столітті Червоненській сільраді були підпорядковані невеликі населені пункти Ленінка, Садове, Саське.
У 1981 р. колгосп «Мир» нагороджено Почесною грамотою ЦК КПРС, Ради Міністрів СРСР, ВЦРПС і ЦК ВЛКСМ за досягнення високих результатів у тваринницькій галузі. Майже 200 чоловік за сумлінну працю удостоєно урядових нагород. Звання заслужений будівельник України присвоєно С. І. Мельнику, заслужений працівник сільського господарства В. І. Косіловському.

## Населення
Згідно з переписом УРСР 1989 року чисельність наявного населення села становила 1187 осіб, з яких 539 чоловіків та 648 жінок.
За переписом населення України 2001 року в селі мешкало 1229 осіб.

### Мова
Розподіл населення за рідною мовою за даними перепису 2001 року:
| Мова       | Відсоток |
| ---------- | -------- |
| українська | 97,15 %  |
| російська  | 1,46 %   |
| молдовська | 1,38 %   |

## Сьогодення
Врожаї зернових і технічних культур вирощують СТОВ «Мир» (1455 га), ПСП «Відродження» (245 га), 10 фермерів (187 га), 45 одноосібників (125 га).
У Червоному діє загальноосвітня школа, Будинок культури, бібліотека, ФАП, відділення зв'язку, АТС на 100 номерів. Багато років функціонує сільський краєзнавчий музей, якому присвоєно звання народного. Його організатором була педагог, невтомний дослідник минувшини М. Д. Ящуринська, а зараз є Сікорська Світлана Анатолівна, вчитель музики, етики, естетики, художньої культури.
Через село протікає річка Вікнина, яка наповнює джерелицею 4 ставки, водне дзеркало яких становить 102 гектари. На території сільської ради є лісове урочище «Кубково», що належить Вільховецькому лісництву.
Працює школа

## У школі функціонують
- Педагогічна рада
- Методична рада
- МО учителів початкових класів
- МО учителів природничо-математичного циклу
- МО учителів гуманітарного циклу
- МО класних керівників
- Психолого-педагогічний семінар
- Рада профілактики
- ШПД
- Рада школи
- Батьківський комітет
- Елемент маркованого списку

## Відомі люди
- Гловинський Мусій Миколайович (1896—1921) — козак 4-ї гарматної бригади 4-ї Київської дивізії Армії УНР, Герой Другого Зимового походу

Уродженцями села також є літературознавець В. Т. Косяченко (* 1932) та письменник Анатолій Мельник, доктор технічних наук Л. О. Гріффен, кандидат педагогічних наук Л. Г. Скотинянський, кандидати медичних наук О. М. Кропивницький і М. О. Цимбал, кандидат економічних наук В. Б. Матлашенко, кандидат біологічних наук П. П. Костюк.
```
  * Уродженець села Червоне відомий український підприємець Юрій Анатолійович Косюк.
```

Михайло "Мотиватор"-відомий діяч,боксер, популярна особистість

## Поезія
1) Село в нас Червоне.
Красиве барвисте, Коли завітаєш, немов би до міста.
Добротні оселі, ховаються в вишнях.
А вулиці й площі в квітковім намисті.
Приспів: Тут мати співала мені колискову, Тут вперше промовив я слово любові.
2) Ставки та озера вкрашають природу, А верби низенько схилились на воду.
Тут люди дбайливі та ще й працьовиті.
Дівчата веселі поля в оксамиті.
Приспів.
3) Куди б я не їздив, в столицю, до міста.
Ніколи не зміню дитинства колиску.
Повік не забуду свою я родину, І буду любити, як мати дитину.
Приспів.